# Неукротимый кулак
«Неукротимый кулак» (кит. трад. 鐵手無情, палл. Те шоу у цин — «Безжалостная железная рука») — гонконгский художественный фильм режиссёра Чжан Чэ 1969 года. В этом фильме Ло Ле сыграл свою первую главную роль.

## Сюжет
Четыре бандита делают жизнь людей Цанчжоу невыносимой. Выполняя приказ схватить бандитов, главный констебль Те Уцин проигрывает сообщникам бандитов: они убивают Лян Яньчжуна, Ли Буле и Пэн Юньцяна, из-за чего Уцин не смог узнать от них имя лидера преступников. Во время погони дождливой ночью Уцин дважды пересекается со стариком и, наконец, раскрывает его личность — он оказывается главным бандитом Ма Вэйцзя. Раненному в засаде Уцину помогает залезть на лошадь и ускакать брат Эрлан. Лошадь приводит констебля прямо в дом к дочери Вэйцзя, Гуйгу. Слепая дочь путает Уцина с другом отца и поэтому ухаживает за ним. Между ними завязываются романтические отношения. Когда Вэйцзя приходит домой, убив Эрлана, он устраивает дуэль с Уцином за пределами дома в тайне от дочери, чтобы та не узнала о его преступных делах. Вэйцзя проигрывает дуэль, и Уцин даёт побеждённому слово, что позаботится о Гуйгу.

## В ролях
- Ли Цзин — Гуйгу
- Ло Ле — Те Уцин
- Дэвид Цзян — Те Эрлан
- Фан Мянь — Ма Вэйцзя
- Чжан Пэйшань[кит.] — Ли Буле
- Ку Фэн — Пэн Юньцян
- Чэнь Син — Лян Яньчжун / Сумасшедший Дракон
- У Ма[англ.] — половой
- Чжэн Лэй — Первый брат
- Ван Гуанъюй — Третий брат
- Клифф Лок[англ.] — Второй брат
- Лю Ган — Четвёртый брат

## Съёмочная группа
- Компания: Shaw Brothers
- Продюсер: Шао Жэньлэн
- Режиссёр: Чжан Чэ
- Сценарист: Ни Куан[англ.]
- Ассистент режиссёра: У Ма
- Постановка боевых сцен: Тан Цзя[фр.], Лау Калён[англ.]
- Художник Джонсон Цао
- Монтажёр: Цзян Синлун
- Грим: Фан Юань
- Дизайнер по костюмам: Лэй Кхэй
- Оператор: Чхоу Вайкхэй
- Композитор: Ван Фулин[кит.]

## Отзывы
«„Непобедимый кулак“ заслуживает вашего времени и похвалы» — так в общих чертах своё мнение выражает кинокритик Уилл Коуф на сайте Silver Emulsion Film Reviews. Положительно Коуф описывает боевой аспект картины, который он называет «изобретательными боевыми проявлениями силы на экране». Крайне высокой оценке удостаиваются операторская работа и монтаж, последний из которых автор рецензии описывает как «исключительный». Благосклонное впечатление кинокритика вызывает сценарий Ни Куана; также отдельная похвала уходит персонажу Ли Цзин, введённому в конце фильма.
Более проходной картиной считает фильм Борис Хохлов, сравнивая его с другими проектами уся-боевиков Чжан Чэ тех лет. Заваленной называет критик детективную составляющую «кулака», а действие, по его мнению, развивается медленно и уныло. Прохладно Хохлов воспринимает сцены с персонажем Ли Цзин, которые «Чжан Чэ реализует довольно прямолинейно и безыскусно». Нейтральную оценку получают сцены боёв — «довольно много боевых сцен с применением самого разного оружия, которые наверняка смотрелись весьма эффектно в конце 60-х, но сейчас заставляют активно подключать фантазию».